# Déposition des empereurs byzantins
Comme les autres cours, la cour byzantine fut souvent le théâtre d’intrigues et de complots pour la magistrature suprême de l’empire. La déposition des empereurs byzantins est l’une des modalités de fin de règne de certains des empereurs s’étant succédé entre 324 (Constantin Ier) et 1453 (Constantin XI Paléologue).

## Contexte
Comme dans toute la chrétienté orientale (tsars, rois, voïvodes ou hospodars) la charge d’empereur byzantin (« basileus ») n’est pas transmissible héréditairement, même si des dynasties réussissent parfois à conserver le trône sur plusieurs générations. Aucune loi de succession ne certifiait que le descendant d’un empereur monterait sur le trône, bien qu’à partir du XIe siècle, un descendant avait des chances supérieures à d’autres d’accéder aux fonctions suprêmes.
En fait, on considérait que l’empereur était choisi par Dieu et que la volonté divine pouvait aussi s’exprimer à travers les conflits et les ambitions des hommes. Symbole du caractère essentiellement éphémère de leur pouvoir, les empereurs byzantins se voient remettre l’akakia lors de leur intronisation : une bourse de soie pourpre pleine de poussière qui leur rappelait qu’ils n’étaient que des hommes, destinés à redevenir poussière. L’empereur ne tire sa légitimité que de la volonté de Dieu, et non de son prédécesseur ou de lui-même. Par conséquent, le basileus n’est qu’un « servant et lieutenant de Dieu » (ἐργαστὸς καὶ λοχαγὸς τοῦ Θεοῦ) et tous ses actes dépendent étroitement de la volonté divine. Cette conception implique nécessairement que n’importe qui puisse être élu par Dieu pour monter sur le trône impérial : Justin Ier, Michel II, Basile Ier, Michel IV ou Michel V, tous hommes du peuple, furent considérés comme choisis parmi le peuple pour régner sur l’Empire.
Cette conception de la fonction impériale a deux conséquences : tant que le basileus a les faveurs de Dieu (c'est-à-dire : sait lire ses desseins), se révolter contre l’empereur est une révolte contre Dieu et le révolté est un ennemi de Dieu (θεομάχος), voire un sacrilège (καθοσίωσις, terme employé par Michel Attaleiatès lors de la révolte de Constantin Doukas contre Nicéphore Ier) ; mais si le basileus en place perd, s’il est « aveugle » face aux desseins de Dieu, alors c’est lui qui devient un ennemi de Dieu, et c’est le révolté qui devient un « servant et lieutenant » du Seigneur. Dans les controverses christologiques et religieuses de l’Empire, comme celle entre les « iconoclastes » et les « orthodoxes », chaque parti est persuadé d’être « dans la Lumière » et de lutter contre l’aveuglement de ses adversaires, qui, eux, sont « dans l’Obscurité ». Dans ces conditions, l’Empereur peut tout faire dans les limites de la volonté divine et ses victoires sont celles d’un soldat de Dieu ; s’il est vaincu, c’est qu’il n’avait pas su voir la volonté divine (et c’est pourquoi, plus d’une fois, les vaincus furent physiquement aveuglés avant d’être contraints de se faire moines, comme Romain IV Diogène).
Des 88 empereurs ayant régné à Constantinople de 324 à 1453, vingt-neuf moururent de mort violente à la suite d’un complot, treize durent s’exiler dans un monastère, trois sont morts au combat : Valens, Nicéphore Ier et Constantin XI.

## Les morts violentes des empereurs
- Valens, tué au combat à la bataille d'Andrinople (378)
- Théodose II, mort des suites d'un accident de cheval (450)
- Basiliscus, mort de faim en prison (477)
- Maurice, décapité (602)
- Phocas, écartelé (610)
- Constantin III Héraclius, probablement empoisonné (641)
- Constant II Héraclius, assommé dans son bain (668)
- Léonce, décapité en prison (706)
- Tibère III Apsimar, décapité (706)
- Justinien II, décapité (711)
- Philippicos, aveuglé (713)
- Anastase II, assassiné (719)
- Nicéphore Ier, tué au combat par le khan bulgare Kroum qui fit une coupe à boire de son crâne plaqué d’argent (811)
- Staurakios, d'abord paralysé à la suite d'une blessure au cou reçue au combat (811)
- Léon V l'Arménien, poignardé la nuit de Noël dans Sainte-Sophie et décapité (820)
- Michel III, poignardé (867)
- Basile Ier le Macédonien est mort des suites d'un accident de chasse où il a été empalé sur les bois d'un cerf et traîné sur une longue distance (886)
- Romain II, empoisonné ? (963)
- Nicéphore II Phocas, poignardé puis décapité : sa tête est exposée en public, son corps jeté dans la neige (969)
- Romain III Argyre, empoisonné ? ou noyé (1034)
- Michel V, aveuglé (1042)
- Romain IV Diogène, aveuglé et exilé dans un monastère où il meurt peu de temps après (1072)
- Jean II Comnène, mort accidentellement du poison d'une flèche lors d'une chasse (1143)
- Alexis II Comnène, étranglé, décapité (1183)
- Andronic Ier Comnène, mutilé et torturé à mort (1185)
- Alexis IV Ange, étranglé (1204)
- Nicolas Kanabos, étranglé (1204)
- Alexis V Doukas Murzuphle, aveuglé par son beau-père Alexis III, mutilé, précipité de la colonne de Théodose par les Croisés (1204)
- Alexis III Ange, maltraité et mort en prison (v. 1211)
- Constantin XI Paléologue, tué au combat lors de la chute de Constantinople (1453)

### La mort d'Andronic Ier

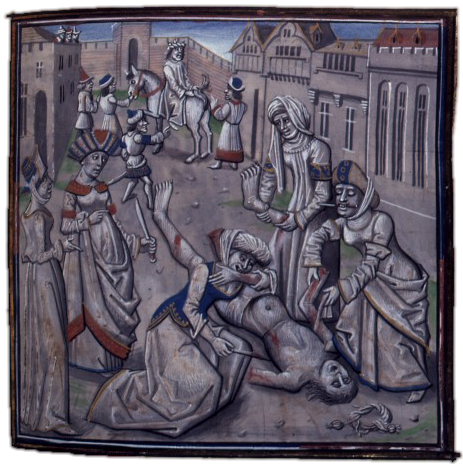
L’humiliation d’Andronic. Manuscrit de la Bibliothèque Nationale, Français 68

Il connut une mort horrible qui marqua ses contemporains : on lui coupe la main droite, on l’attache sur le dos d’un cheval galeux et on l’exhibe au pilori dans Constantinople pendant plusieurs jours sans eau ni nourriture. Pendant ces jours, on lui jette de l’eau bouillante au visage, on lui arrache un œil et on le pend par les pieds entre deux piliers sur l’Hippodrome. Il n’arrête pas de répéter : « Aie pitié, mon Dieu ! Pourquoi s’acharner sur un roseau brisé ? ». Un soldat génois met fin à ses souffrances en lui plongeant une lame dans le cœur.

## Lésions, mutilations, exils et abdications
- Héraclonas, nez tranché, exilé (641)
- Justinien II, nez tranché, exilé chez les Khazars (695)
- Anastase II, exilé dans un monastère de Thessalonique (715)
- Théodose III, exilé dans un monastère (717)
- Artabasde,  aveuglé (743)
- Constantin VI, aveuglé (797)
- Irène l'Athénienne, exilée dans un monastère (802)
- Michel Ier Rhangabé, exilé dans un monastère (813)
- Romain Ier Lécapène, exilé dans un monastère (944)
- Étienne Lécapène, exilé (945)
- Constantin Lécapène, exilé (945)
- Michel VI Bringas, exilé dans un monastère (1057)
- Isaac Ier Comnène, abdique, exilé dans un monastère (1059)
- Michel VII Doukas, abdique, exilé dans un monastère (1078)
- Nicéphore III Botaniatès, abdique, exilé dans un monastère (1081)
- Isaac II Ange, aveuglé (1195)
- Jean IV Lascaris, aveuglé et emprisonné (1261)
- Andronic II Paléologue, exilé dans un monastère (1328)
- Jean VI Cantacuzène, exilé dans un monastère (1354)
- Andronic IV Paléologue, aveuglé (1374)
- Jean VII Paléologue, aveuglé (1374)

### Larhinokopia
La rhinokopia est la mutilation du nez. On croyait qu'un homme ayant eu le nez coupé ne pouvait plus devenir empereur. Après que Justinien II fut réinvesti empereur en 705 en ayant le nez coupé (il aurait utilisé une prothèse en or), cette mutilation ne fut plus jamais utilisée.

### L'aveuglement
Philippicos fut la première victime de l’aveuglement, une pratique utilisée jusqu’à la fin de l’empire.